# Дражен Врдољак
Дражен Врдољак (Сплит, 1. април 1951 — Загреб, 9. мај 2008) био је југословенски и хрватски новинар. Познат је по интервјуима са групама Електрични оргазам, Шарло акробата, Идоли...

## Биографија
Дражен Врдољак рођен је 1. априла 1951. године у Сплиту. Гимназију је завршио у родном месту и студирао економију. Новинар је од 1970. године и пише о музици за омладинске новине, а касније за дневну штампу (Слободна Далмација, Вјесник, Вечерњи лист) и недељна издања (Недјељна Далмација, Телеграм, Око, ВУС, Студио). Био је и уредник и водитељ на Хрватском радију, радију Загреб и телевизији.

## Каријера
Током 1970-их Врдољак је учествовао у организацији разних музичких догађаја као што су Универзијада 1987 у Загребу, Евровизија 1990, концерт Ролинг стоунса 1998 у Загребу... Његов рад се састојао и од превођења, па је 1978. превео Илустровану рок енциклопедију, а 1980. Илустровану џез енциклопедију. Заједно са Дарком Главаном написао је књигу о Бијелом дугмету Ништа мудро, објављену 1981.
Године 1975, био је продуцент на деби албуму групе Булдожер, Пљуни истини у очи.
Од 1977. године примењује звање музичког писца у дискографији на десетинама албума и антологија (Загребачки џез квартет: 40 година, Џез у Хрватској 1960−1997, Пјева  Вам Иво Робић, Заборављене звијезде, Никица Калогјера: 50 песама, Зденко Руњић: Мој галебе, 1962−2002, Драго Диклић: Све моје године, Оливер: Све најбоље)...
Један је од утемељивача дискографске награде Порин (пандан америчким наградама Греми).

## Смрт
Преминуо је 9. маја 2008 у 57. години живота од цирозе јетре.